# Chorizanthe cuspidata
Chorizanthe cuspidata är en slideväxtart som beskrevs av Sereno Watson. Chorizanthe cuspidata ingår i släktet Chorizanthe och familjen slideväxter. Utöver nominatformen finns också underarten C. c. villosa.